# Прадлевес
Прадлевес (італ. Pradleves, п'єм. Pradléves) — муніципалітет в Італії, у регіоні П'ємонт,  провінція Кунео.
Прадлевес розташований на відстані близько 510 км на північний захід від Рима, 80 км на південний захід від Турина, 22 км на захід від Кунео.
Населення — 261 особа (2014).
Щорічний фестиваль відбувається 19 травня. Покровитель — San Ponzio.

## Демографія
Населення за роками:

Станом на 1 січня 2023 року в муніципалітеті офіційно проживав 31 іноземець з 8 країн, серед них 8 громадян країн Євросоюзу.

## Сусідні муніципалітети
- Кастельманьо
- Демонте
- Дронеро
- Монтероссо-Грана